# Palazzo della Cancelleria
Palazzo della Cancelleria är ett palats i Rom, beläget i närheten av Campo dei Fiori i Rione Parione. Det uppfördes 1495–1515 på uppdrag av kardinal Raffaele Riario, som var camerlengo hos påve Sixtus IV. Byggnaden har tidigare tillskrivits Donato Bramante och Andrea Bregno, men senare forskning gör gällande att antingen Francesco di Giorgio Martini eller Baccio Pontelli ritade palatset. Efter Riarios död blev palatset säte för det påvliga kansliet, Cancelleria Apostolica. I dag hyser palatset Apostoliska domstolen, Apostoliska överdomstolen samt Rota Romana.
Palazzo della Cancelleria är en av Heliga stolens extraterritoriella egendomar och utgör sedan 1990 ett världsarv och ingår i Roms historiska centrum, Heliga stolens egendomar i Rom med extraterritoriella rättigheter och San Paolo fuori le Mura.

## Historia
År 1477 upphöjdes den då 16-årige Raffaele Riario till kardinal och 1483 blev han kardinalpräst med San Lorenzo in Damaso som titelkyrka. Bredvid kyrkan fanns ett äldre palats, men Riario beslutade att detta skulle rivas och att ett nytt skulle uppföras från grunden.

## Bilder
| - Palatsets gård. De två första våningarna har kolonner med toskanska kapitäl, medan den tredje har pilastrar med kompositakapitäl. |